# Oak Park (Georgia)
Oak Park es un pueblo ubicado en el condado de Emanuel en el estado estadounidense de Georgia. En el censo de 2000, su población era de 366.

## Demografía
En el 2000 la renta per cápita promedia del hogar era de $24,808, y el ingreso promedio para una familia era de $33,333. El ingreso per cápita para la localidad era de $14,317. Los hombres tenían un ingreso per cápita de $30,625 contra $18,125 para las mujeres.

## Geografía
Oak Park se encuentra ubicado en las coordenadas 32°22′15″N 82°18′36″O / 32.37083, -82.31000 (32.370747, -82.309915).
Según la Oficina del Censo, la localidad tiene un área total de 18,6 km² (7,2 mi²), de la cual 18,5 km² (7,1 mi²) es tierra y 0,1 km² (0 mi²) (0.50%) es agua.